# Tobol

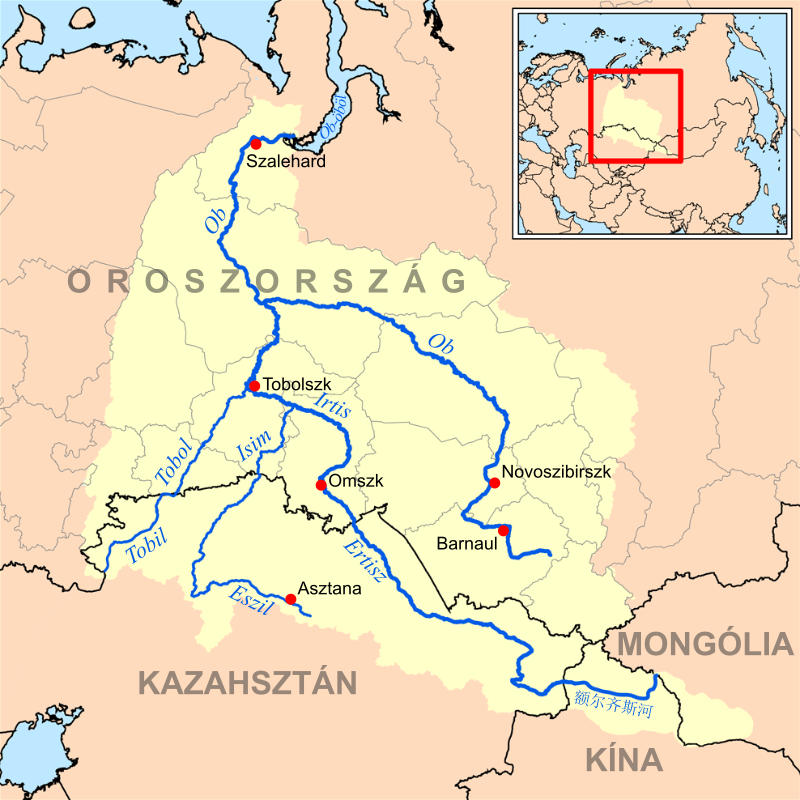
A Tobol az Ob vízrendszerében

A Tobol (oroszul: Тобол, kazak nyelven: Тобыл) – folyó Kazahsztánban és Oroszországban, az Irtis legnagyobb, bal oldali mellékfolyója. Kazahsztánban a Kosztanaji területen, majd Oroszországban a Kurgani és Tyumenyi területen folyik keresztül.

## Földrajz
Hossza: 1670 km, vízgyűjtő területe: 395 000 km², vízhozama: 805 m³/s (a torkolatnál).
A Dél-Urál előterében, a Turgaj-fennsík nyugati oldalán, Kazahsztán és Oroszország határvidékén ered, végig nagyjából északi irányban folyik és Tobolszk városnál az Irtisbe torkollik. Felső szakaszának első 320 km-én, a Turgaj-fennsíkon még hegyi folyó. Lejjebb sík vidékre ér, középső és alsó folyásán végig a Nyugat-szibériai-alföldön folyik egész a torkolatig. Az alföldön esése csekély, völgye széles, alig 3-4 m magas partjait áradáskor a víz elönti. Jobb partjának vízgyűjtőjéről a folyó alig kap utánpótlást, a sztyepp és erdős sztyepp övezetnek ezt a részét több ezer kisebb, lefolyástalan tó borítja, többségük sóstó.
A folyó főleg olvadékvizekből táplálkozik. Tavaszi áradása a felső szakaszon gyors, jelentős vízszintemelkedéssel kezdődik és kb. két hónapig tart; az alsóbb szakaszokon az áradás egyenletesebb és augusztusig elhúzódik. A tél beálltával 10-30 napig tartó jégzajlás után a folyó befagy, május elején enged fel. 
A torkolattól Kurgan városig hajózható.

## Mellékfolyók
Kazahsztán és Oroszország határán két mellékfolyója van: 
- Uj (balról)
- Ubagan (jobbról)

Oroszország területén:
- Iszety (mellékfolyója: a Miassz)
- Tura
- Tavda

Közülük az utóbbi kettő hajózható. Mindhárom bal oldali mellékfolyó az Urál keleti lejtőinek vizét gyűjti össze.

## Városok
- Kazahsztánban: Rudnij, Kosztanaj; környékükön három víztározó épült.
- Oroszországban: Kurgan, Jalutorovszk, Tobolszk

A Tobol erősen szennyezett folyó, alacsony vízhozama miatt öntisztuló képessége csekély. Alsó szakaszának az Urálból érkező mellékfolyói, különösen az Iszety – Jekatyerinburg folyója – (és mellékfolyója, a Miassz) a nagy iparvárosok és üzemek által kibocsátott szennyvízzel érkeznek, és éppen ezek a Tobol legnagyobb mellékfolyói.